# Charmes Military Cemetery
Charmes Military Cemetery is een Britse militaire begraafplaats met gesneuvelden uit de Eerste en Tweede Wereldoorlog, gelegen in de Franse gemeente Essegney (departement Vosges). 
De begraafplaats werd ontworpen door William Cowlishaw en ligt aan de weg van Charmes naar Damas-aux-Bois op ruim anderhalve kilometer van het centrum (Église Saint-Pierre) van de gemeente. Ze heeft een parallellogramvormig grondplan met een oppervlakte van ruim 1.360 m² en wordt omsloten door een bakstenen muur. Deze muur is rondom uitgevoerd met kanteelvormige verhogingen. De toegang bestaat uit een tweedelig metalen traliehek. In de zuidelijke hoek staat het Cross of Sacrifice.
De begraafplaats wordt onderhouden door de Commonwealth War Graves Commission en telt 218 graven waaronder 3 niet geïdentificeerde.

## Geschiedenis
De begraafplaats werd gebruikt door het 8th Canadian en het 42nd Stationary Hospital en na de oorlog uitgebreid met graven die afkomstig waren uit Bazoillles-sur-Meuse French Military Cemetery, Bosserville en Charmes Communal Cemetery Extensions, Gerardmer Communal Cemetery en Gerardmer French Military Cemetery, Rouceux French Military Cemetery, Savigny Churchyard en Toul American Cemetery.
Onder de geïdentificeerde doden uit de Eerste Wereldoorlog zijn er 143 Britten, 41 Indiërs, 11 Canadezen, 4 Chinezen, 1 Rus en 2 Duitsers.
Er liggen 11 Britten, 1 Canadees en 1 Indiër uit de Tweede Wereldoorlog begraven.

## Graven
- de Britse schutter A.E. Fordham (London Regiment (London Rifle Brigade)) wordt met een Special Memorial[1] herdacht omdat hij als krijgsgevangene omkwam en begraven werd in de gemeentelijke begraafplaats van Neufchateau, maar zijn graf werd niet meer teruggevonden.

### Onderscheiden militairen
- de kapiteins Geoffrey Sebastian Buck en Patrick Eliot Welchman (Royal Air Force) werden onderscheiden met het Military Cross en het Distinguished Flying Cross (MC, DFC).
- kapitein Robert Capel Scudamore (Royal Flying Corps) en de luitenants W.E. Crombie en Max Greville Jones (Royal Air Force) werden onderscheiden met het Military Cross (MC).
- de luitenants G.H. Box en Robert Kirk Inches en onderluitenant Earle Richard Stewart (Royal Air Force) werden onderscheiden met het Distinguished Flying Cross (DFC).
- sergeant Alexander S. Allan (Royal Air Force) werd onderscheiden met de Military Medal (MM).